# Акутин, Павел Тимофеевич
Па́вел Тимофе́евич Аку́тин (22 июня (4 июля) 1885, Санкт-Петербург, Российская империя — 16 декабря 1947, Хельсинки, Финляндия) — русский офицер, полковник.

## Биография
Родился 22 июня (4) июля 1885 года в Санкт-Петербурге (станция Саблино) в семье коллежского регистратора Тимофея Константиновича Акутина.
В 1907 году окончил Санкт-Петербургское пехотное юнкерское училище. На 1 января 1909 года числился подпоручиком батальона 6-го Туркестанского стрелкового полка (Самарканд).
В ходе Первой мировой войны состоял штабс-капитаном 8-го Финляндского стрелкового полка. Награждён орденом Святого Георгия 4-й степени (ВП 09.09.1915) и Георгиевским оружием (ст. 21.11.1915).
В звании капитана поступил на ускоренный курс Военной академии (1917; 2-й очереди). Состоял исполняющим должность старшего адъютанта штаба 2-й Финляндской стрелковой дивизии. Позже вновь прибыл в Петроград для обучения в старшем классе ускоренных курсов Военной академии (с 05.0?.1917). В 1918 году окончил курсы и приказом Генерального Штаба № 22 от 23 марта 1918 года причислен к Генеральному Штабу. 27 июня 1918 года приказом Всероглавштаба № 18 переведён в Генеральный Штаб.
В 1918 году добровольно вступил в РККА. Получил назначение в штаб Северного участка и Петроградского района.
Позднее находился в белых войсках Северного фронта, где с 20 ноября 1918 года — командир Пинежских партизанских отрядов, затем 3-го Северного стрелкового полка (с марта 1919 года — подполковник, а с апреля 1919 года — полковник).
До 2 сентября 1919 года был командующим войсками Железнодорожного района, а с октября 1919 до февраля 1920 года — командир 6-го Северного стрелкового полка.
Был членом Георгиевской Думы Северной области (под председательством Н. А. Бржозовского).
Эмигрировал в Норвегию, а затем в Финляндию, где проживал до конца жизни.
Скончался 16 декабря 1947 года и похоронен на православном кладбище в Хельсинки в районе Лапинлахти.

## Награды
- Орден Святого Георгия 4-й степени (ВП 09.09.1915);
- Георгиевское оружие (ВП 21.11.1915).

Награды в Гражданскую войну на Архангельском Севере:
- Британский военный орден «За выдающиеся заслуги» (28.04.1919);
- Орден Святого Владимира 4-й степени с мечами и бантом (28.10.1919).